# 볼티모어 분류

볼티모어 바이러스 분류는 바이러스가 유전적으로 행하는 복제과정의 메신저RNA(messenger RNA ,mRNA) 합성방식에 기초를 둔다.

1971년에 처음 제정된 볼티모어 분류체계(Baltimore classification system)는 핵산(DNA, RNA), 가닥(외가닥 또는 단일가닥, 겹가닥 또는 두가닥으로 표기), 극성(양성 또는 음성), 메신저RNA(messenger RNA ,mRNA 또는 전령RNA)복제 방식의 조합에 따라 바이러스들을 6종류(또는 7종류)로 나누고 여기에 위치시키는 분류 체계이다. 데이비드 볼티모어(David Baltimore)가 제안하였다.
이러한 복제과정을 중심으로하는 바이러스 분류체계는 생명정보학의 발달로 게놈(genome)수준에서 계통분류학적으로 심도있고 주의깊게 다루어지고있다.

## 볼티모어 분류체계
| 클래스    | 특징(핵산,가닥,극성)                                                           | 주요 예시                                         |
| Class I   | dsDNA 바이러스(두가닥 DNA 바이러스)                                            | 아데노바이러스, 헤르페스바이러스, 마마바이러스 등 |
| Class II  | ssDNA 바이러스(단일가닥 DNA 바이러스)                                          | 파르보바이러스 등                                 |
| Class III | dsRNA 바이러스(두가닥 RNA 바이러스)                                            | 레오바이러스 등                                   |
| Class IV  | (+)ssRNA 바이러스(양성 단일가닥 RNA 바이러스)                                  | 코로나바이러스등                                  |
| Class V   | (−)ssRNA 바이러스(음성 단일가닥 RNA 바이러스)                                  | 인플루엔자, 파라인플루엔자 등                     |
| Class VI  | 레트로이드바이러스(retroidvirus) 또는 역전사(RT,reverse transcribing) 바이러스 | 레트로바이러스 등                                 |

또는
- Class VI: ssRNA-RT 바이러스(외가닥 RNA-RT 바이러스) - 레트로바이러스 등
- Class VII: dsDNA-RT 바이러스(겹가닥 DNA-RT 바이러스) - 헤파드나바이러스 등

한편 역전사(RT,reverse transcribing) 바이러스는 DNA 또는 RNA로 구성된 게놈을 갖고 역전사를 통해 복제한다. 역전사 바이러스에는 단일(외)가닥 RNA-RT(ssRNA-RT) 바이러스와 이중(겹)가닥 DNA-RT(dsDNA-RT) 바이러스의 두 그룹이 있다. 역전사 바이러스는 리보비리어(Riboviria) 영역의 파라르나비레(Pararnavirae)속으로 분류된다.

## 같이 보기
- RdRp(RNA의존 RNA중합효소)
- ICTV 분류